# Les Ballets africains

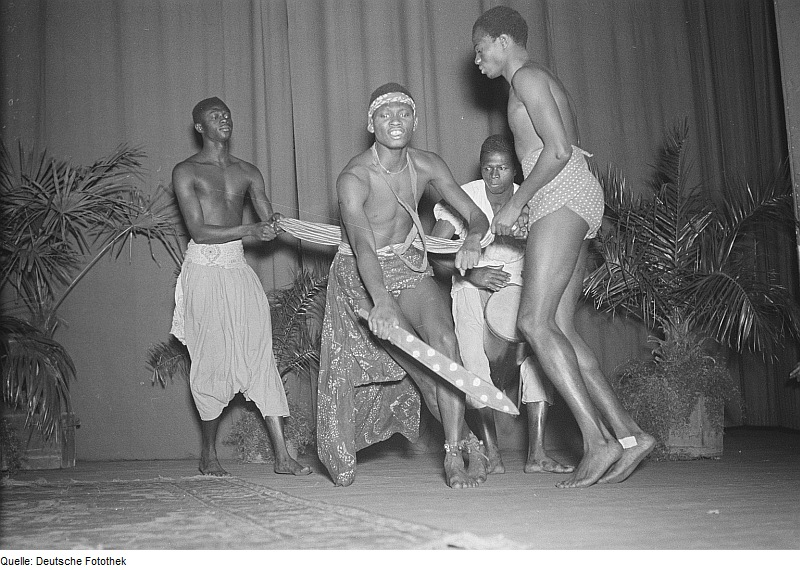
Les Ballets africains en Allemagne (1951)

Les Ballets africains est une compagnie de danse et de percussions de Guinée basée à Conakry.

## Histoire de cette compagnie
Une formation de danse est créée à Paris en 1948 sous l'impulsion du poète et chorégraphe guinéen Fodéba Keïta, du chanteur d'origine camerounaise Albert Mouangue, et du guitariste Kanté Facelli. En 1952, l'intitulé Les Ballets africains est adopté. Cet ensemble tourne en Afrique de l'Ouest, en France et en Europe. Ses recettes financent en partie les campagnes politiques de Sekou Touré et du Parti démocratique de Guinée. Dans ses créations, Fodéba Keïta veut associer l'héritage de diverses cultures d'Afriques de l'Ouest aux aspirations nouvelles et à l'art moderne
Après l'indépendance de la Guinée en 1958, les Ballets africains deviennent Ensemble national de la République de Guinée.
En 1977, ils participent au FESTAC 77, un festival des cultures et arts noirs et africains qui se tient à Lagos, au Nigeria, et réunit près de 60 pays.

## Instruments
Les danseurs sont accompagnés de différents instruments à percussions ou à vent d'origine africaine.
Les instruments à percussions utilisés le plus souvent sont le djembe et le doundoun. Sont également utilisés le kenkeni, le balafon et le krin. L'instrument à vent le plus utilisé est une flûte mandingue. Un instrument à corde, la kora est également utilisé, ainsi que la guitare.

## Costumes
Les danseurs et musiciens sont vêtus de différents costumes d'inspiration traditionnelle de diverses régions de Guinée ainsi que d'autres pays d'Afrique de l'Ouest. Les fibres textiles traditionnelles, raphia par exemple, les peaux et cuirs et les cauries sont utilisés pour la réalisation des costumes.

## Artistes célèbres
Certains musiciens ont eu ou ont des carrières internationales.
Famoudou Konaté est un djembefola soliste qui a joué pour les ballets africains de 1959 à 1985 et a poursuivi une carrière de professeur de djembe et de musicien.